# Ericdoa
Ericdoa (skrivs som ericdoa), artistnamn för Eric George Lopez, född 7 september 2002, är en amerikansk sångare, låtskrivare och musikproducent. Han har blivit känd som en av de mest framträdande artisterna inom hyperpop/digicore, två musikgenrer som vuxit fram online under 2020-talet.
Han började sin karriär med att släppa musik på SoundCloud och slog igenom 2020 med albumet COA efter att tidigare ha släppt EP:n DOA (2019) och mixtapet Public Target (2020). Senare skrev han kontrakt med Interscope Records och har släppt flera populära singlar, däribland sad4whattt som användes i TV-serien Euphoria. Han har även samarbetat mycket med artisten glaive.
År 2024 släppte han sitt tredje album DOA och lämnade därefter Interscope Records. Samma år blev han viral på TikTok efter att ha skämtat i en livesändning om streamern Ninja och en 'low taper fade', vilket ledde till en populär meme där Ninja till slut klippte sig i den frisyren.

## Diskografi[7]

### Studioalbum
| År   | Titel             |
| ---- | ----------------- |
| 2020 | COA               |
| 2022 | Things with Wings |
| 2024 | DOA               |

### Mixtape
| År   | Titel         |
| ---- | ------------- |
| 2020 | Public Target |

### EP
| År   | Titel                           |
| ---- | ------------------------------- |
| 2019 | DOA                             |
| 2021 | Then I'll Be Happy (med glaive) |
| 2024 | Why Suffer for Us?              |

#### Som Dante Red
| År   | Titel     |
| ---- | --------- |
| 2021 | D.A.N.T.E |

#### Som Avon Hill 2004
| År   | Titel              |
| ---- | ------------------ |
| 2021 | Digital Hate Diary |

### Singelalbum
| År   | Titel         |
| ---- | ------------- |
| 2020 | Hi, I'm Dante |

### Singlar
| År   | Titel | Album/Mixtape                                         |
| ---- | --- | ----------------------------------------------------- |
| 2019 | Sunrise in New York | fristående singlar                                    |
| 2019 | Mislead (med Austin Skinner)                                                                                                   | fristående singlar                                    |
| 2019 | Hypnagogia | fristående singlar                                    |
| 2019 | Ifeeldisoriented | fristående singlar                                    |
| 2020 | Waist Deep in Cold Water | fristående singlar                                    |
| 2020 | Whatuworried4? | fristående singlar                                    |
| 2020 | ifhy | fristående singlar                                    |
| 2020 | badgirlsclub | fristående singlar                                    |
| 2020 | its all a waste (med glaive)                                                                                                   | fristående singlar                                    |
| 2020 | sheaskedwhatmylifeislike | fristående singlar                                    |
| 2020 | SLiiDE (med Sebii) | fristående singlar                                    |
| 2020 | movinglikeazombie (remix) (med umru, Sebii, angelus, kmoe, Lewis Grant, savepoint, Tony Velour, emotegi d0llywood1 & 4kmirage) | fristående singlar                                    |
| 2021 | cloak n dagger (med glaive) | Then I'll Be Happy                                    |
| 2021 | fantasize | fristående singlar                                    |
| 2021 | fuck this town (med glaive) | Then I'll Be Happy                                    |
| 2021 | back n forth | fristående singlar                                    |
| 2021 | strangers | fristående singlar                                    |
| 2022 | sad4whattt | Euphoria Season 2 (An HBO Original Series Soundtrack) |
| 2022 | fool4love | Things with Wings                                     |
| 2022 | lifeline | Things with Wings                                     |
| 2023 | >one (greater than one) (med Valorant)                                                                                         | VALORANT Sounds Vol. 1                                |
| 2023 | kickstand | DOA                                                   |
| 2023 | dancinwithsomebawdy | DOA                                                   |
| 2023 | sweet tooth | DOA                                                   |
| 2024 | search & destroy | Why Suffer for Us?                                    |
| 2024 | do ya? | Why Suffer for Us?                                    |
| 2024 | a song for when the bar closes                                                                                                 | Why Suffer for Us?                                    |

#### Som Dante Red
| År   | Titel                                          | Album              | Anteckningar |
| ---- | ---------------------------------------------- | ------------------ | --- |
| 2020 | movinglikeazombie                              | Hi, I'm Dante      | |
| 2020 | himynameisdante                                | Hi, I'm Dante      | |
| 2020 | Witchcraft Freestyleee (alternativt withcraft) | Hi, I'm Dante      | |
| 2020 | HahahaDie#Packwatch                            | fristående singlar | |
| 2020 | Suekey #ReplyGuysss                            | fristående singlar | |
| 2020 | Villain #RunRunRun                             | fristående singlar | |
| 2021 | finale                                         | fristående singlar | |
| 2022 | test 001                                       | fristående singlar | |
| 2022 | test 002                                       | fristående singlar | |
| 2025 | death note (med h4zrd)                         | fristående singlar | - Ursprungligen privat på Dante Red SoundCloud-kontot tills en grupp hackare tog sig in i kontot och avprivatiserade det. |
| 2025 | movinglikeazombie acapella                     | fristående singlar | - Ursprungligen privat på Dante Red SoundCloud-kontot tills en grupp hackare tog sig in i kontot och avprivatiserade det. |